# Sološnica
Sološnica (deutsch Breitenbrunn, ungarisch Széleskút) ist eine Gemeinde im Okres Malacky innerhalb des Bratislavský kraj in der Slowakei.

## Geographie

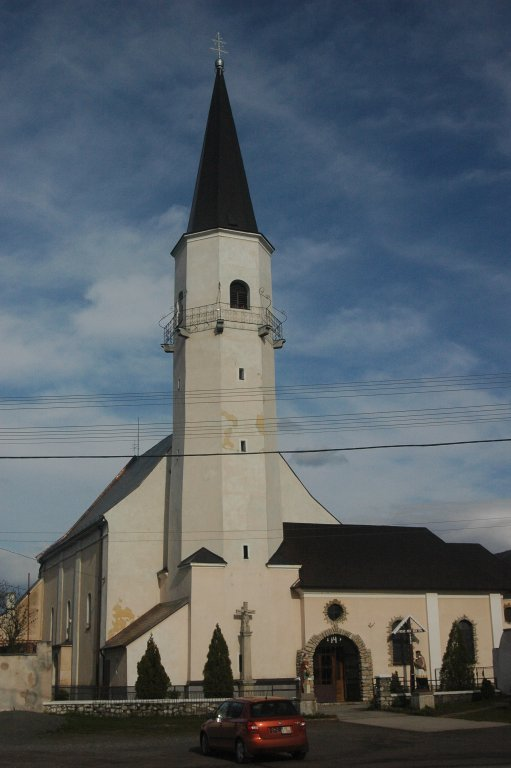
Kirche in Sološnica

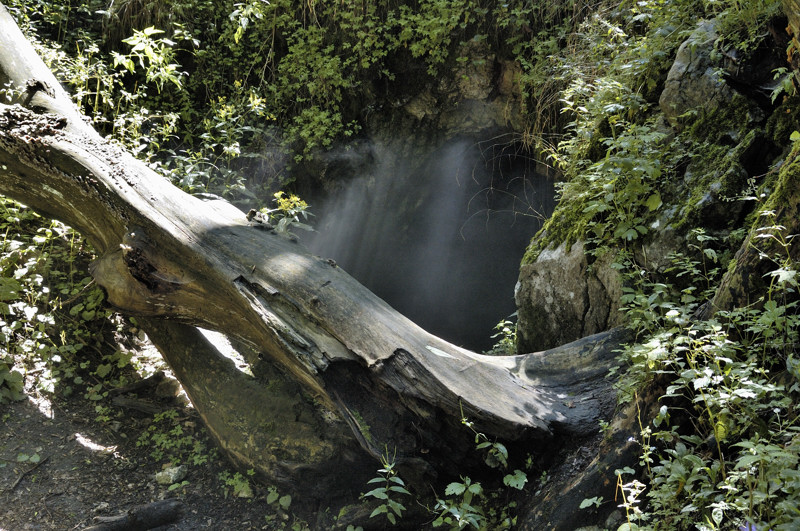
Höhle Haviareň

Der Ort liegt in der Záhorská nížina (Záhorie-Tiefland) am Westhang der Kleinen Karpaten in der Landschaft Záhorie (deutsch Marchauen) am Bach Sološnický potok. Der Berg Vápenná (752 m n.m.) erhebt sich östlich der Gemeinde. Er ist 16 Kilometer von Malacky und 53 Kilometer von Bratislava entfernt.
In den Kleinen Karpaten gibt es den Naturschutzreservat Roštún innerhalb des Naturschutzgebietes Kleine Karpaten, der u. a. auch die kleine Höhle Haviareň umfasst.

## Geschichte
Sološnica wurde zum ersten Mal 1367 als Zeleskut und Praturnprunn schriftlich erwähnt und gehörte zu den Grafen von St. Georgen und Bösing, später zum Herrschaftsgut von Burg Blasenstein. Seit dem 17. Jahrhundert war die Gemeinde im Besitz der Familie Pálffy. Im 18. Jahrhundert gab es in der Gemeinde ein Papierwerk.
Im Jahr 1857 kam es zu einer Brandkatastrophe, bei der 22 Menschen ums Leben kamen und 173 Wohnhäuser und Nebengebäude zerstört wurden.
Bis 1918 lag der Ort im Komitat Pressburg im Königreich Ungarn und kam danach zur neu entstandenen Tschechoslowakei.

## Bevölkerung
| Jahr                | 1994 | 2004    | 2014    | 2024    |
| ------------------- | ---- | ------- | ------- | ------- |
| Anzahl der Personen | 1460 | 1504    | 1552    | 1662    |
| Unterschied         |      | +3,01 % | +3,19 % | +7,08 % |

| Jahr                | 2023 | 2024    |
| ------------------- | ---- | ------- |
| Anzahl der Personen | 1653 | 1662    |
| Unterschied         |      | +0,54 % |